# Sybill Buitrón Lübcke
Sybill Buitrón Lübcke (* 26. Mai 1969 in Quito, Ecuador) ist eine deutsche Politikerin (CDU) und ehemalige Abgeordnete der Hamburgischen Bürgerschaft.

## Leben und Beruf
Sybill Buitrón Lübcke besuchte die Sophie-Barat-Schule in Hamburg und beendete sie 1988 mit dem Abitur. Von 1989 bis 1996 studierte sie Amerikanistik, Germanistik und Politische Wissenschaften an der Universität Hamburg und beendete das Studium mit dem Magistra Artium. 1997 wurde sie als Trainee bei Tchibo in Hamburg angestellt. Sie war nach der Zeit in der Bürgerschaft unter anderem als Ansprechpartnerin für Berufseinsteiger bei Tchibo tätig.

## Politik
Sybill Buitrón Lübcke trat 1983 in Hamburg der Jungen Union und 1985 in der CDU bei. Sie war Mitglied des Ortsvorstandes in Hamburg-Bramfeld und im Kreisvorstand in Hamburg-Wandsbek. Von 1987 bis 1997 war sie aktiv als Lokalpolitikerin tätig.
Sie gehörte von 1997 bis 2001 der Hamburgischen Bürgerschaft an. Sie saß für ihre Fraktion im Schulausschuss und Wissenschaftsausschuss.

## Quelle
- Bürgerhandbuch – Bürgerschaft der Freien und Hansestadt Hamburg, 16. Wahlperiode. (Stand August 1997), S. 33.

| Personendaten    | Personendaten                    |
| ---------------- | -------------------------------- |
| NAME             | Buitrón Lübcke, Sybill           |
| KURZBESCHREIBUNG | deutsche Politikerin (CDU), MdHB |
| GEBURTSDATUM     | 26. Mai 1969                     |
| GEBURTSORT       | Quito, Ecuador                   |